# Timonius ponapensis
Timonius ponapensis är en måreväxtart som beskrevs av Theodoric Valeton. Timonius ponapensis ingår i släktet Timonius och familjen måreväxter. Inga underarter finns listade i Catalogue of Life.